# 대원제약
대원제약(영어: Daewon Pharmaceutical)은 대한민국의 제약 기업이다.

## 역사
- 1958년 1월 7일 대원제약사 설립
- 1961년 8월 9일 ㈜대원제약사 변경
- 1964년 5월 27일 현재 사명을 대원제약㈜ 변경
- 2015년 9월 10일 국내최초 짜먹는 감기약 콜대원 2종 출시
- 2016년 9월 20일 국내최초 짜먹는 위장약 트리겔 출시
- 2016년 10월 4일 콜대원S 3종 출시
- 2021년 4월 20일 국내최초 짜먹는 정맥순환개선제 뉴베인 출시

## 공장 현황
- 향남공장 : 경기도 화성시 향남읍 제약공단1길 24
- 진천공장 : 충청북도 진천군 광혜원면 용소2길 44

## 연구소 현황
- 중앙연구소 : 서울특별시 광진구 천호대로 520
- 서울연구소 : 서울특별시 성동구 천호대로 386